# نشان ملی روسیه
نشان ملی جمهوری روسیه تحت تأثیر نشان رسمی امپراتوری روسیه (۱۷۲۱–۱۹۱۷) قرار دارد عقاب سیاه و روبان آبی آن زرد رنگ شده، نشان افتخار اندریاس و نماد بخش‌های مختلف امپراتوری حذف و تفسیر بخش‌های مختلف آن مقداری متفاوت شده‌است. عقاب دو سر و جرجیس قدیس در حال کشتن اژدها نشان حکومت پتر بزرگ می‌باشد. امروزه در تفسیر رسمی حکومت شخص در حال کشتن اژدها نماد جرجیس قدیس محسوب نمی‌شود، دلیل اصلی این کار پشتیبانی از سکولار بودن روسیه جدید عنوان شده‌است. دو تاج بر سر عقاب‌ها نماد اتحاد و حق حاکمیت روسیه می‌باشد که زیر تاجی بزرگ‌تر که نماد جمهوری روسیه عنوان شده قرار گرفته‌اند و گوی صلیب دار و عصای سلطنتی هم نشان‌های سنتی قدرت حاکمیت و اقتدار آن می‌باشند. این نشان جایگزین نشان رسمی جمهوری سوسیالیستی فدراتیو روسیه شوروی (۱۹۱۷–۱۹۹۱) گردید.

## نگارخانه

نشان رسمی جمهوری سوسیالیستی فدراتیو روسیه شوروی
نشان رسمی امپراتوری روسیه
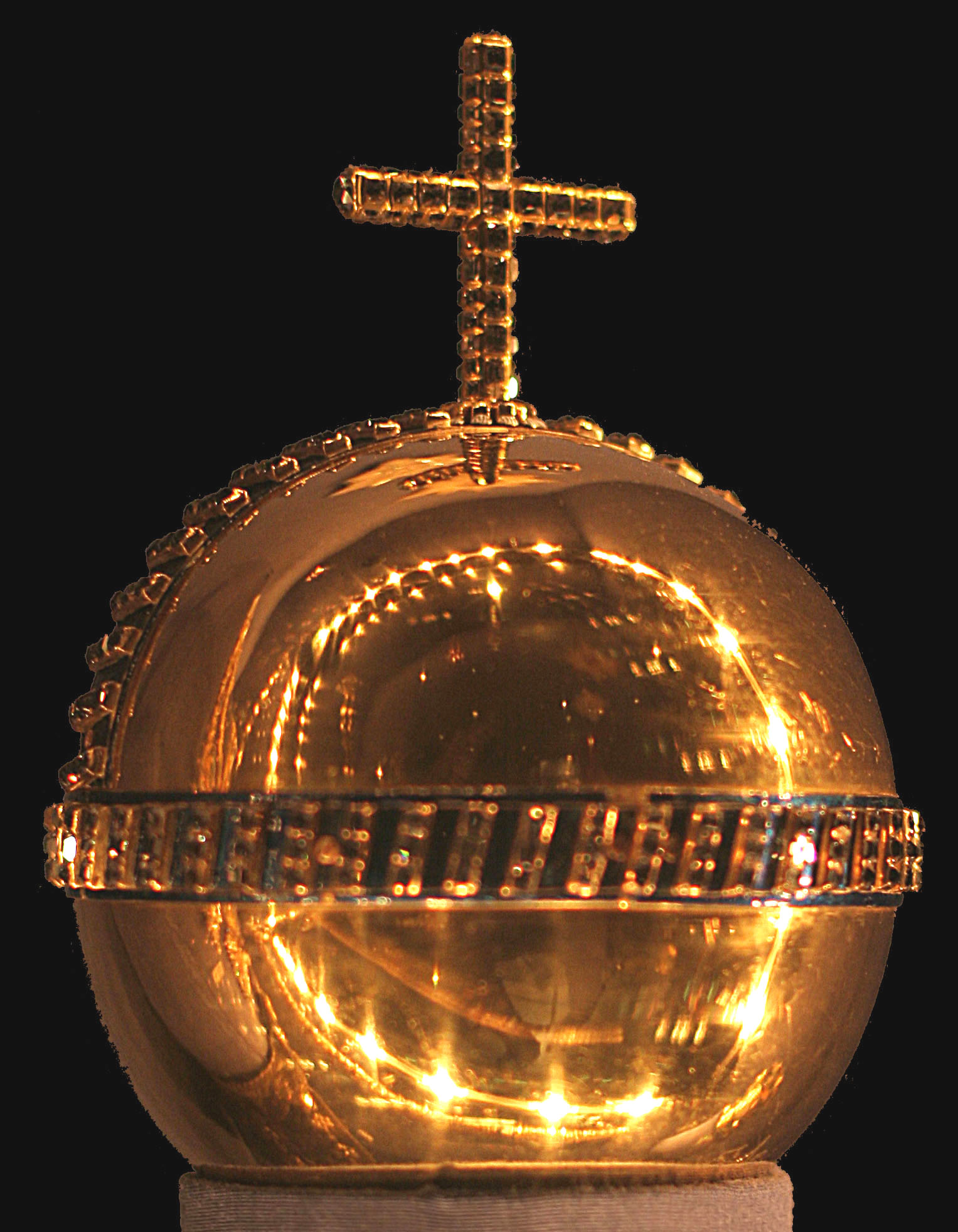
گوی صلیب دار تاج سلطنتی دانمارک
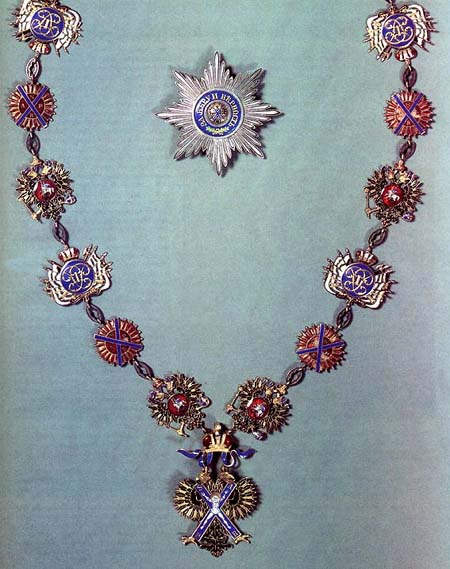
نشان افتخار اندریاس